# Foča (Doboj, BiH)
Foča je naseljeno mjesto u sastavu općine Doboj, Republika Srpska, BiH.

## Stanovništvo
| Foča               |                |                |                |
| godina popisa      | 1991.          | 1981.          | 1971.          |
| Hrvati             | 1.437 (98,62%) | 1.645 (95,58%) | 1.632 (98,78%) |
| Srbi               | 5 (0,34%)      | 6 (0,34%)      | 6 (0,36%)      |
| Muslimani          | 0              | 0              | 1 (0,06%)      |
| Jugoslaveni        | 5 (0,34%)      | 48 (2,78%)     | 0              |
| ostali i nepoznato | 10 (0,68%)     | 22 (1,27%)     | 13 (0,78%)     |
| ukupno             | 1.457          | 1.721          | 1.652          |

## Župa Foča
Župu tvore sljedeća naselja: Johovac, Foča, Vranduk, Bukovac i dio Komarice.
Zaštitnik župe bio je do 1954. Sv. Rok, a poslije Prečisto Srce Marijino. U župi se nalaze dvije filijalne crkve: Bukovac i Johovac. Na području župe se nalaze još osam kapelica i četiri groblja. Ta četiri groblja se nalaze u Johovcu, Foči, Komarici i Bukovac-Vranduk.

## Poznate osobe
- Ivica Vanja Rorić, hrvatski književnik
- mons. Zdenko Križić, nadbiskup metropolit splitsko-makarski
- fra Petar Jeleč, rkt. svećenik, vikar franjevačke provincije sv. Križa Bosne Srebrene

## Vanjske poveznice
- Župa Foča kraj Dervente  Arhivirana inačica izvorne stranice od 31. ožujka 2014. (Wayback Machine)